# Сорбелло, Крис
Крис Сорбелло (англ. Chris Sorbello) — австралийская певица, автор песен и танцовщица. В настоящее время находится под покровительством австралийского филиала лейбла Ministry of Sound. 9 апреля 2010 года был выпущен дебютный сингл «So Lonely», которому удалось попасть в первые топ-40 чартов. Второй сингл певицы «Dangerzone» был выпущен в октябре того же года. Музыкальное видео к песне получило хорошие отзывы как от критиков, так и от поклонников.

## Ранняя жизнь
Родилась и выросла в Брисбене. Начала интересоваться музыкой в возрасте пяти лет, когда она засветилась на шоу Young Talent Time. Регулярно выступала на различных итальянских фестивалях на открытом воздухе. В возрасте 16 лет Сорбелло чуть не погибла в автокатастрофе, проведя после этого в коме десять дней. В 2003 году Крис переехала в Сидней и поступила в Австралийский институт музыки, где обучалась вокалу. Тогда же встречалась с Дэвидом Музумеси и Энтони Энджзили из группы DNA Songs.

## Музыкальная карьера

Обложка CD-сингла «So Lonely»

В 2009 году Сорбелло подписала контракт с лейблом Ministry of Sound, где записала сингл «So Lonely». Сингл был спродюсирован Сэмом Литтлмором (он же Сэм Ля Мур) и был выпущен через лейблы Ministry of Sound’s Hussle label и Universal Music Australia 9 апреля 2010 года. Песня заняла 39 место в ARIA Charts и 5 место в ARIA Australian Singles Chart. А выпущенный на неё ремикс диджеем Hook N Sling достиг 7 места в ARIA Club Chart. 19 марта 2010 года на youTube состоялась премьера музыкального видео ‘So Lonely’.
Клубные выступления Сорбелло 2009 года получили положительные отзывы, в которых восхвалялись её сценические костюмы, хореография и выступление. Выступала во время своего тура по Австралии на фестивале Supafest (ранее Ladies and Gentlemen Tour и The Jamfest Tour), в котором также приняли участие такие исполнители как, Эйкон, Келли Роуленд, Pitbull, Джей Шон, Шон Пол и Ив. Тур начался 10 апреля 2010 года и закончился 18 апреля 2010.

## Дискография

### Синглы
| Год  | Название     | Australia | ARIA Australian Artists Chart | ARIA certification | Альбом |
| ---- | ------------ | --------- | ----------------------------- | ------------------ | ------ |
| 2010 | «So Lonely»  | 39        | 5                             | —                  | TBA    |
| 2010 | «Dangerzone» | —         | —                             | —                  | TBA    |